# Pacifique Plante
Pour les articles homonymes, voir Plante (homonymie).
Pacifique Plante (né le 15 juillet 1907 à Montréal, mort le 9 août 1976 à Guadalajara), surnommé Pax Plante, est un avocat et un policier. Il est célèbre pour ses actions contre le crime organisé à Montréal pendant les années 1940 et les années 1950 et contre la corruption dans l'administration municipale.

## Biographie
Avocat de formation, Pacifique Plante devient greffier à la Cour municipale de Montréal en 1937. Il constate alors la corruption qui sévit dans les services municipaux. La situation avait été dénoncée en 1934 par un rapport qui déclarait que Montréal était une « ville ouverte » pour le « vice commercialisé », comme on appelait alors le crime organisé. Il sévissait sous la forme de maisons de jeu illégales, de débits de boisson clandestins et d’un réseau de prostitution centré sur le quartier du Red Light.
En 1945, une Ligue de vigilance sociale, appuyée par l’archevêque de Montréal, monseigneur Joseph Charbonneau, commence à revendiquer la tenue d’une enquête sur la corruption dans le service de police. Plante commence, à la même époque, à faire pression pour que des poursuites soient intentées de façon sérieuse contre les patrons du crime organisé. En 1946, l’assassinat, en plein jour, du « roi du jeu » Harry Davis, crée un émoi dans le grand public. Le directeur du comité exécutif de la ville, J. Omer Asselin, nomme alors Pacifique Plante, que le public surnomme « Pax » (mot latin signifiant paix), chef de l’escouade de la moralité. Elle était notoirement la plus corrompue du service de police.
Plante entreprend une série de descentes spectaculaires dans les établissements clandestins. Il y invite la presse pour donner le maximum de publicité aux opérations et pour faire connaître les visages et les noms des coupables. Quelques clients arrêtés se trouvent être des personnalités connues. Il demeure en poste 18 mois et est suspendu (mars 1948), puis congédié avec fracas (mai 1948), le chef de police Albert Langlois prétextant l'inconduite d’un agent de l’escouade. La population y vit un congédiement politique.
Plante se met alors à publier, dans le quotidien Le Devoir, une série d’articles intitulée Montréal, ville ouverte, dans lesquels il décrit le modus operandi des différents réseaux de bookmakers, de souteneurs et de bootleggers de la ville. Les articles, publiés en feuilleton de novembre 1949 à février 1950, démontrent que tous ces réseaux ne pouvaient exister qu’avec la complicité des autorités. 

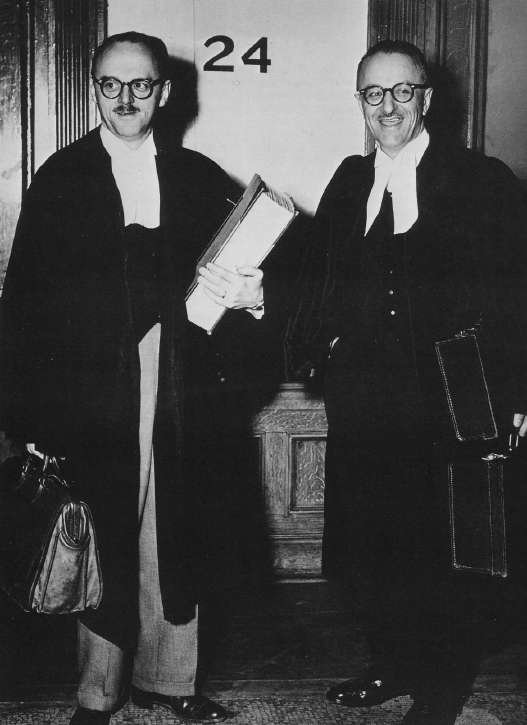
Jean Drapeau et Pacifique Plante en 1954

Le docteur Ruben Lévesque fonde en mars 1950 le Comité de moralité publique. Ce comité, avec l'aide d’un jeune avocat du nom de Jean Drapeau et grâce aux informations amassées par Plante, demande et obtient de la Cour supérieure du Québec, une enquête publique pour juger des accusations visant 58 officiers de police et 5 politiciens du comité exécutif de Montréal. L’enquête Caron, du nom du juge qui la préside, dépose son jugement le 8 octobre 1954. 20 officiers de police, dont les chefs Dufresne et Langlois, sont blâmés et, dans certains cas, condamnés à l'amende et déclarés inaptes à occuper une charge municipale. Le jugement tombe alors que Jean Drapeau fait campagne pour être élu à la mairie lors de la prochaine élection municipale, prévue pour le 25 octobre. Candidat de la Ligue d'action civique, il profite de l’effet Caron et, avec un programme de « nettoyage » de la ville, devient maire de Montréal. Aussitôt, Pacifique Plante retrouve le poste de chef de l’escouade de la moralité.
Une vague intense de répression contre les maisons de jeu (« barbotes »), les bordels et les débits de boisson clandestins (« blind pigs ») s’ensuit. Ces actions ne se sont pas sans un effet dépressif sur l'ensemble des cabarets montréalais alors en pleine effervescence.
Le milieu n’a cependant pas l’intention de se laisser faire : en 1955, on lapide la maison du maire, des coups de feu sont tirés en direction de Plante, sans l’atteindre toutefois, et Ruben Lévesque est assailli et battu. Une certaine presse à sensation s’attaque violemment à l’administration et, en 1957, après une élection entachée d’irrégularités, Drapeau est évincé de l’hôtel de ville et remplacé par Sarto Fournier.
Plante est congédié de nouveau. Il lui faut quitter le pays et il vit dans une semi-clandestinité au Mexique le reste de sa vie. Les activités du crime organisé se poursuivent dans un contexte changeant, au milieu de fréquentes et meurtrières guerres de gang. 
En 1960, Drapeau revient au pouvoir et il y reste plus de deux décennies. Le crime organisé est muselé à des degrés variables, mais jamais éradiqué. 
Plante ne revient qu'occasionnellement au Québec pour de très brefs séjours, entre autres à l'époque de la Commission d'enquête sur le crime organisé (CECO), dans les années 1970. Il meurt au Mexique en 1976.